# Govern Nacionalista de Nanjing
El Govern Nacionalista de Nanjing (xinès: 南京国民政府; pinyin: Nánjīng Guó Mín Zhèngfǔ) fou un govern col·laboracionista establert sota la protecció de l'imperi japonès a la Xina continental (març de 1940). Estava encapçalat per Wang Jingweifigura destacada del Kuomintang.(KMT), que davant l'avanç nipó, va considerar que, davant la superioritat enemiga, el millor per la Xina i, per assegurar la seva existència com a país, era col·laborar amb els invasors. La capital es va establir a Nanquín i es va proclamar la República legítima de la Xina en oposició al govern de Chiang Kai-shek. Els nacionalistes de Chiang el van considerar un traidor i el territori que representava, sense Manxúria (i que va sofrir variacions segons el transcurs de la Segona Guerra Sinojaponesa) era un simple estat-titella en mans dels japonesos el qual també fou conegut com a Règim de Wang Jingwei). L'antecedent d'aquest règim fou el Govern Provisional de la República de la Xina (xinès simplificat: 中华民国临时政府 xinès tradicional: 中華民國臨時政府, pinyin: Zhōnghuá Mínguó Línshí Zhèngfǔ) creat el 14 de desembre de 1937 a Pequín que només representava el nord-est de la Xina que, finalment, va deixar d'existir, integrant-se en el govern de Wang Jingwei.
Només va ser reconegut internacionalment pels països del Pacte Anti-Komintern. El règim franquista va iniciar contactes amb el règim de Wang però no van arribar a concretar-se.
L'exèrcit japonès va organitzar la defensa del règim col·laboracionista que va arribar a tenir una petita força aèria. En realitat, va servir només de segona línia en les ofensives nipones i de la seguretat interior en la zona ocupada en la Segona Guerra Sinojaponesa.
Els partidaris de Jingwei que s'havien refugiat a Hong Kong arran de la deserció del seu líder, eren molt actius i tenien una publicació “Nan Hua Ribao” (“Diari de la Xina Meridional”). Els col·laboracionistes del règim de Nanjing eren considerats un perill per les autoritats. Els agents de Chiang Kai-shek estaven vigilants i en van capturar centenars. L'endemà de l'atac a Pearl Harbor s'inicia la batalla de Hong Kong. Mentre que el nacionalista Chiang, malgrat el seu sentiment anticolonialista, havia proposat de donar suport als britànics en cas d'atac nipó a Hong Kong (que es va concretar, finalment, per problemes de transport, amb la intervenció de la marina comandada per l'almirall Chan Chak, agents, policia i unitats de Wamg Jingwei, amb l'esperança de recuperar Hong Kong per a la Xina, van participar en l'atac a Hong Kong (a canvi l'illa de Hainan).
Wang Jingwei va morir el 10 de novembre de 1944 a Nagoya quan va viatjar al Japó per guarir-se de les conseqüències d'unes ferides en un atemptat (any 1939). Tant el nacionalistes de Taiwan com els comunistes del continent el van considerar el paradigma de col·laboracionista. El seu successor Chen Gongbo, antic alcalde de Xangai, amb la derrota nipona va fugir al Japó però va ser extradit i acusat de traïció; després d'un judici, fou afusellat el 3 de juny 1946.

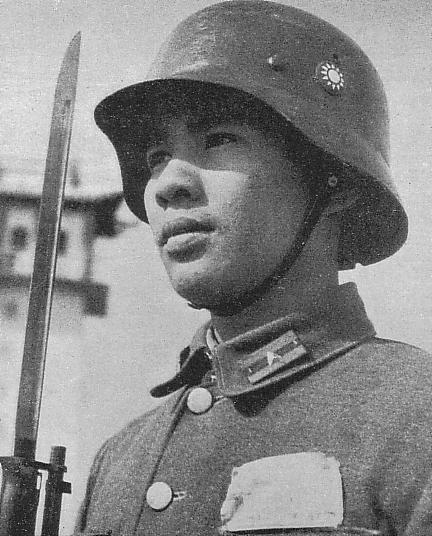
Soldat de l'exèrcit col·laboracionista xinès (vers l'any 1943)